# 드래곤 트라이앵글
드래곤 트라이앵글은 타이완과 일본을 잇는 마의 해역으로 이른바 태평양판 버뮤다 삼각지대이자 아시아의 버뮤다 삼각지대라는 별칭을 두고 있다.

## 신비한TV 서프라이즈방영 관련
서프라이즈에서 방영했던 이 사건과 관련된 내용은 거의 버뮤다 삼각지대와 비슷한 현상이기도 하며, 버뮤다 삼각지대와 마찬가지로 수많은 비행기와 선박들이 순식간에 사라지기도 하는 이 장소도 위도가 거의 같은 지점에 있는 것으로 드러나고 있다.

## 같이 보기
- 버뮤다 삼각지대